# Vívás az 1960. évi nyári olimpiai játékokon
Az 1960. évi nyári olimpiai játékokon vívásban nyolc versenyszámot rendeztek. Férfi vívásban – mint az 1920. évi antwerpeni olimpia óta minden alkalommal – megtartották mindhárom fegyvernem egyéni és csapatversenyeit is. Női vívásban az 1924. évi párizsi olimpia óta csak tőr egyéni verseny szerepelt a hivatalos programban, az 1960. évi római olimpián azonban már tartottak női tőr csapatversenyt is.

## Éremtáblázat
(Magyarország és a hazai csapat eltérő háttérszínnel, az egyes számoszlopok legmagasabb értéke, vagy értékei vastagítással kiemelve.)
| Az 1960. évi nyári olimpiai játékok éremtáblázata vívásban | Az 1960. évi nyári olimpiai játékok éremtáblázata vívásban | Az 1960. évi nyári olimpiai játékok éremtáblázata vívásban | Az 1960. évi nyári olimpiai játékok éremtáblázata vívásban | Az 1960. évi nyári olimpiai játékok éremtáblázata vívásban | Olimpia  |
| ---------------------------------------------------------- | ---------------------------------------------------------- | ---------------------------------------------------------- | ---------------------------------------------------------- | ---------------------------------------------------------- | -------- |
|                                                            | Ország                                                     | Arany                                                      | Ezüst                                                      | Bronz                                                      | Összesen |
| 1.                                                         | Szovjetunió (URS)                                          | 3                                                          | 2                                                          | 2                                                          | 7        |
| 2.                                                         | Magyarország (HUN)                                         | 2                                                          | 2                                                          | 0                                                          | 4        |
| 3.                                                         | Olaszország (ITA)                                          | 2                                                          | 1                                                          | 3                                                          | 6        |
| 4.                                                         | Egyesült Német Csapat (EUA)                                | 1                                                          | 0                                                          | 1                                                          | 2        |
|                                                            |                                                            |                                                            |                                                            |                                                            |          |
| 5.                                                         | Nagy-Britannia (GBR)                                       | 0                                                          | 2                                                          | 0                                                          | 2        |
| 6.                                                         | Lengyelország (POL)                                        | 0                                                          | 1                                                          | 0                                                          | 1        |
|                                                            |                                                            |                                                            |                                                            |                                                            |          |
| 7.                                                         | Egyesült Államok (USA)                                     | 0                                                          | 0                                                          | 1                                                          | 1        |
| 7.                                                         | Románia (ROU)                                              | 0                                                          | 0                                                          | 1                                                          | 1        |
|                                                            |                                                            |                                                            |                                                            |                                                            |          |
| Összesen                                                   | Összesen                                                   | 8                                                          | 8                                                          | 8                                                          | 24       |

## Érmesek

### Férfi
| Az 1960. évi nyári olimpiai játékok férfi érmesei vívásban | | | |
| Versenyszám                                                | Arany | Ezüst | Bronz |
| tőr, egyéni                                                | Viktor Zsdanovics · Szovjetunió (URS)                                                                                                | Jurij Sziszikin · Szovjetunió (URS)                                                                                           | Albert Axelrod · Egyesült Államok (USA)                                                                                 |
| kard, egyéni                                               | Kárpáti Rudolf · Magyarország (HUN)                                                                                                  | Horváth Zoltán · Magyarország (HUN)                                                                                           | Wladimiro Calarese · Olaszország (ITA)                                                                                  |
| párbajtőr, egyéni                                          | Giuseppe Delfino · Olaszország (ITA)                                                                                                 | Allan Jay · Nagy-Britannia (GBR)                                                                                              | Bruno Habārovs · Szovjetunió (URS)                                                                                      |
| tőr, csapat                                                | Szovjetunió (URS) · Viktor Zsdanovics · Mark Midler · Jurij Sziszikin · German Szvesnyikov · Jurij Rudov                             | Olaszország (ITA) · Luigi Carpaneda · Alberto Pellegrino · Edoardo Mangiarotti · Mario Curletto · Aldo Aureggi                | Egyesült Német Csapat (EUA) · Jürgen Brecht · Tim Gerresheim · Eberhard Mehl · Jürgen Theuerkauff                       |
| kard, csapat                                               | Magyarország (HUN) · Delneky Gábor · Gerevich Aladár · Horváth Zoltán · Kárpáti Rudolf · Kovács Pál · Mendelényi Tamás               | Lengyelország (POL) · Marian Kuszewski · Emil Ochyra · Jerzy Pawłowski · Andrzej Piątkowski · Wojciech Zabłocki · Ryszard Zub | Olaszország (ITA) · Giampaolo Calanchini · Wladimiro Calarese · Pierluigi Chicca · Roberto Ferrari · Mario Ravagnan     |
| párbajtőr, csapat                                          | Olaszország (ITA) · Giuseppe Delfino · Alberto Pellegrino · Carlo Pavesi · Edoardo Mangiarotti · Gianluigi Saccaro · Fiorenzo Marini | Nagy-Britannia (GBR) · Allan Jay · Bill Hoskyns · Michael Howard · John Pelling · Michael Alexander · Raymond Harrison        | Szovjetunió (URS) · Guram Kosztava · Bruno Habārovs · Arnold Csarnusevics · Valentin Csernikov · Aljakszandr Pavlovszki |

### Női
| Az 1960. évi nyári olimpiai játékok női érmesei vívásban | | | |
| Versenyszám                                              | Arany | Ezüst                                                                                                | Bronz                                                                                                   |
| tőr, egyéni                                              | Heidi Schmid · Egyesült Német Csapat (EUA) | Valentyina Rasztvorova · Szovjetunió (URS)                                                           | Maria Vicol · Románia (ROU)                                                                             |
| tőr, csapat                                              | Szovjetunió (URS) · Taccjana Pjatrenka · Valentyina Rasztvorova · Ljudmila Sisova · Valentyina Prudszkova · Alekszandra Zabelina · Galina Gorohova | Magyarország (HUN) · Dömölky Lídia · Juhász Katalin · Marvalics Györgyi · Nyári Magda · Rejtő Ildikó | Olaszország (ITA) · Irene Camber · Velleda Cesari · Antonella Ragno · Bruna Colombetti · Claudia Pasini |

## Magyar részvétel
Az olimpián huszonegy vívó – tizenhat férfi és öt nő – képviselte Magyarországot. Mindegyikük legalább egy versenyszámban az első négy között végzett. A magyar vívók összesen
- két első,
- két második és
- három negyedik

helyezést értek el, és ezzel harminchárom olimpiai pontot szereztek. A legeredményesebb magyar vívó, Kárpáti Rudolf két aranyérmet nyert.
A következő táblázat eltérő háttérszínnel jelöli, hogy a magyar vívók mely versenyszámokban indultak, illetve feltünteti, hogy – ha az első hat között végeztek, – hányadik helyezést értek el:

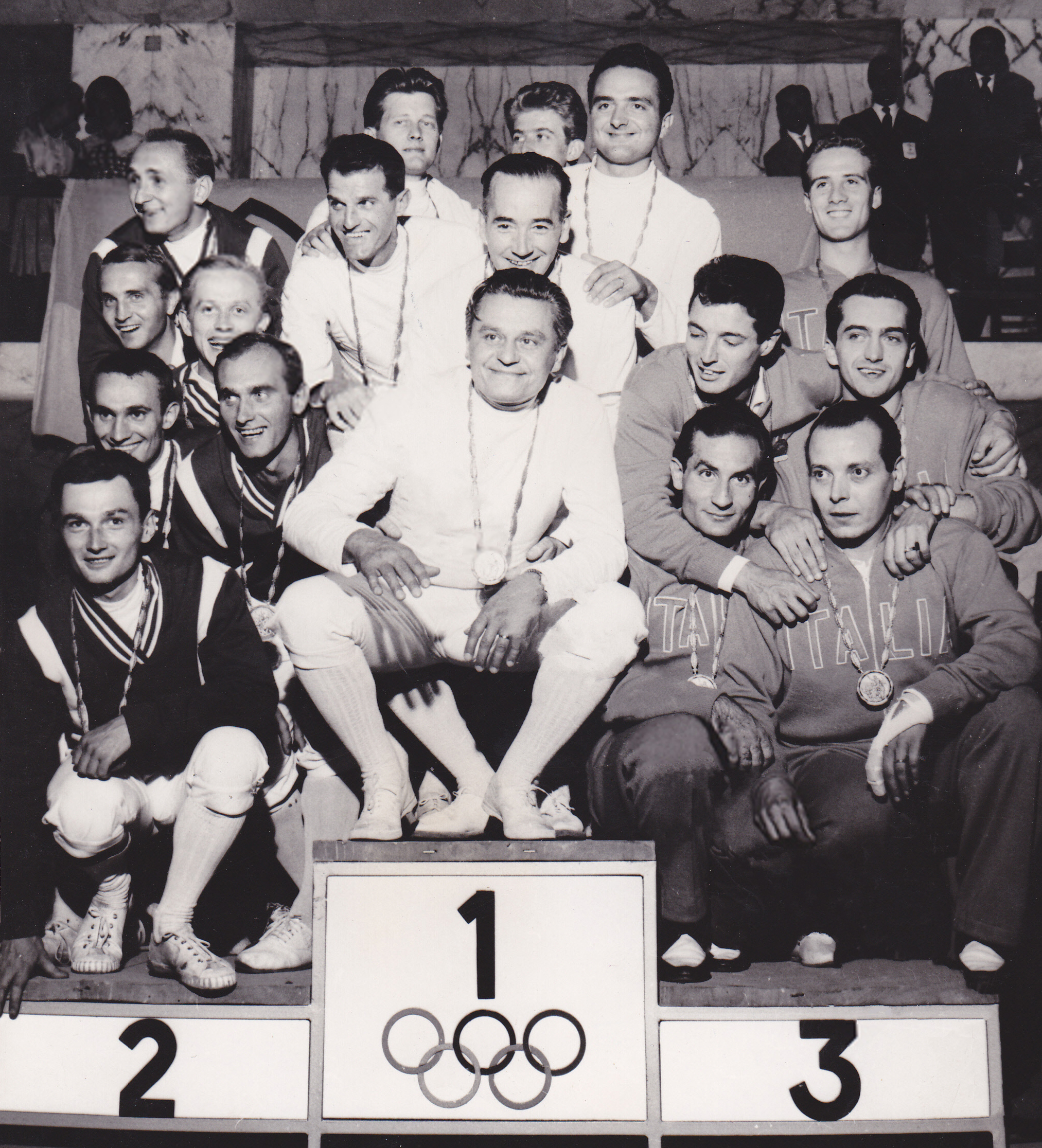
1960. évi nyári olimpiai játékok kard csapat eredményhirdetése

| Magyar részvétel az 1960. évi nyári olimpiai játékok vívóversenyein |        |        |        |        |           |           |
| Vívó                                                                | tőr    | tőr    | kard   | kard   | párbajtőr | párbajtőr |
| Vívó                                                                | egyéni | csapat | egyéni | csapat | egyéni    | csapat    |
| Bárány Árpád                                                        |        |        |        |        |           | 4.        |
| Czvikovszky Ferenc                                                  |        | 4.     |        |        |           |           |
| Delneky Gábor                                                       |        |        |        | 1.     |           |           |
| Dömölky Lídia                                                       |        | 2.     |        |        |           |           |
| Fülöp Mihály                                                        |        | 4.     |        |        |           |           |
| Gábor Tamás                                                         |        |        |        |        |           | 4.        |
| Gerevich Aladár                                                     |        |        |        | 1.     |           |           |
| Gyuricza József                                                     |        | 4.     |        |        |           |           |
| Horváth Zoltán                                                      |        |        | 2.     | 1.     |           |           |
| Juhász Katalin                                                      |        | 2.     |        |        |           |           |
| Kamuti Jenő                                                         |        | 4.     |        |        |           |           |
| Kamuti László                                                       |        | 4.     |        |        |           |           |
| Kárpáti Rudolf                                                      |        |        | 1.     | 1.     |           |           |
| Kausz István                                                        |        |        |        |        |           | 4.        |
| Kovács Pál                                                          |        |        |        | 1.     |           |           |
| Marosi József                                                       |        |        |        |        |           | 4.        |
| Marvalics Györgyi                                                   |        | 2.     |        |        |           |           |
| Mendelényi Tamás                                                    |        |        |        | 1.     |           |           |
| Nyári Magda                                                         |        | 2.     |        |        |           |           |
| Rejtő Ildikó                                                        |        | 2.     |        |        |           |           |
| Sákovics József                                                     |        | 4.     |        |        | 4.        | 4.        |